# Pleurophora pusilla
Pleurophora pusilla är en fackelblomsväxtart som beskrevs av William Jackson Hooker och Arn.. Pleurophora pusilla ingår i släktet Pleurophora och familjen fackelblomsväxter. Inga underarter finns listade i Catalogue of Life.

## Bildgalleri

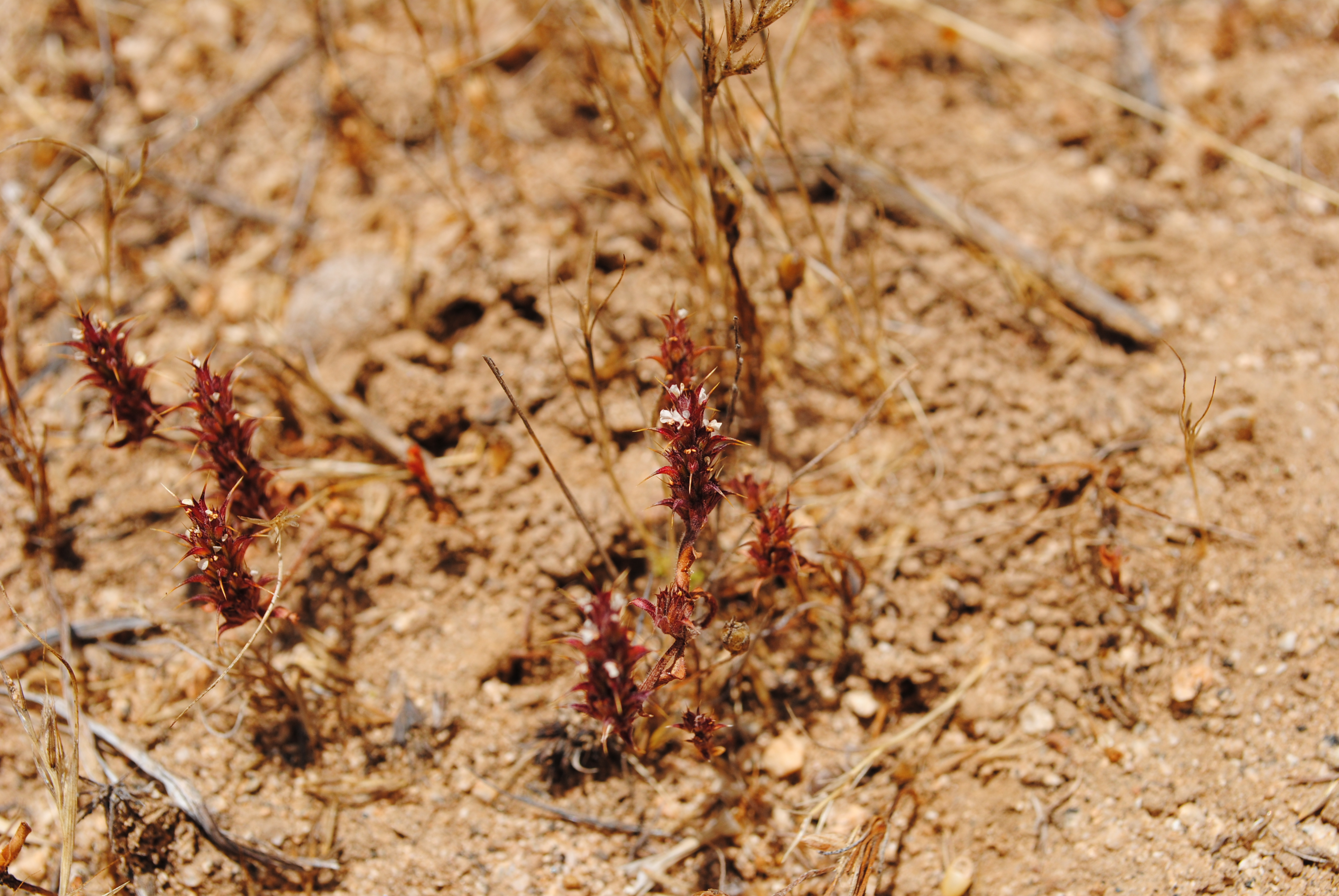
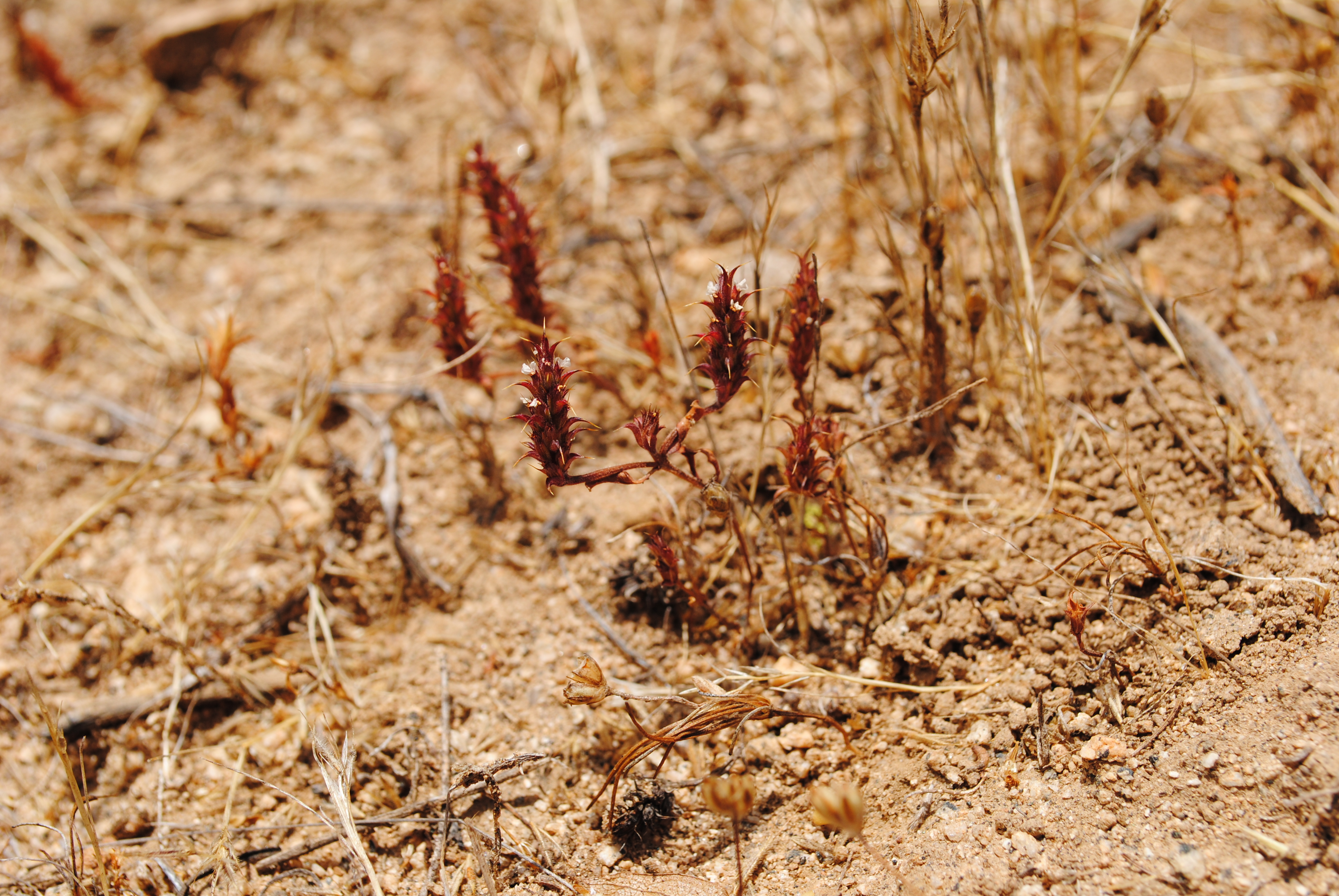
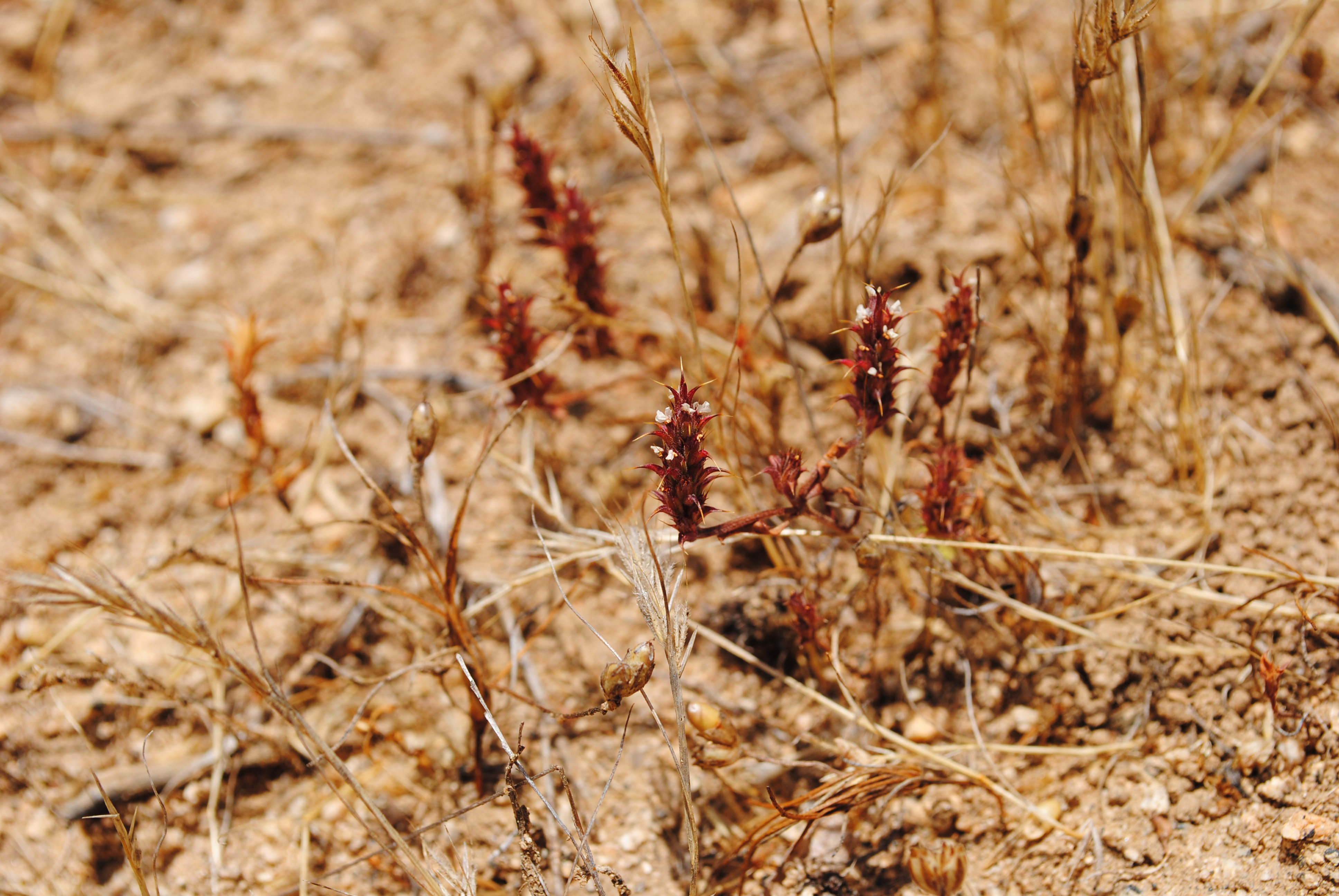